# Belmer Bach
Der Belmer Bach ist ein 9,5 Kilometer langer Fluss im Osnabrücker Hügelland und ein rechter Nebenfluss der Hase.

## Geographie

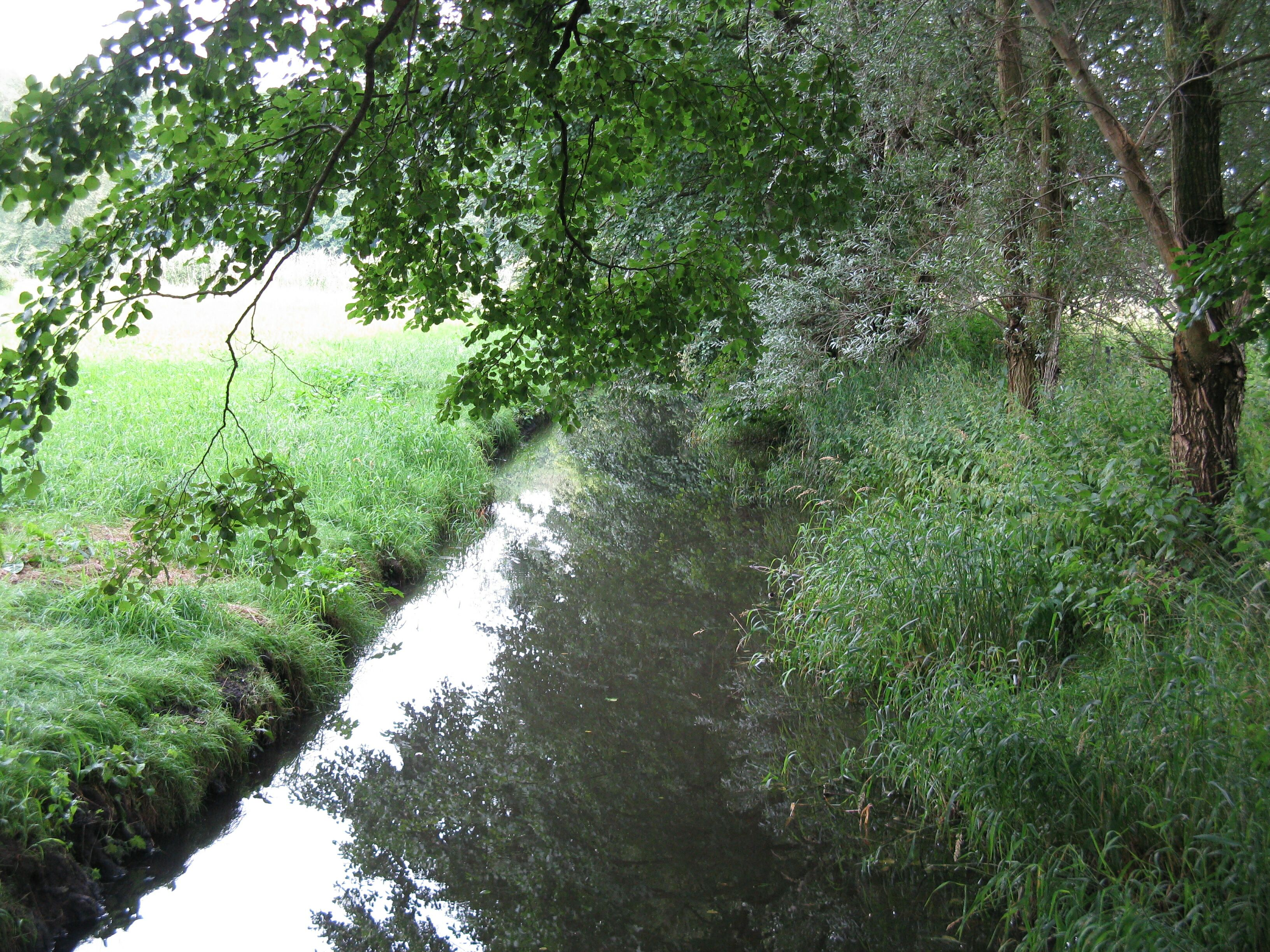
Belmer Bach oberhalb der Belmer Mühle

Der Belmer Bach entspringt im Belmer Ortsteil Vehrte, durchfließt in südwestlicher Richtung die Gemeinde Belm, wo er den Mühlteich der alten Belmer Mühle speist, um dann im Stadtteil Gretesch das Osnabrücker Stadtgebiet zu erreichen. Wenige Kilometer später mündet er im Bereich des Osnabrücker Güterbahnhofs im Stadtteil Fledder in die Hase. Seine Zuflüsse sind der Icker Bach, der Halterner Bach, der Seelbach und der Nußbach. Der Belmer Bach ist nach der Nette der zweitgrößte Zufluss der Hase innerhalb des Osnabrücker Stadtgebietes. Im Stadtteil Gretesch verläuft zum großen Teil parallel zum Flusslauf das Abwassergerinne der Papierfabrik Felix Schoeller. Mit den Teufelssteinen, den Gretescher Steinen und den Sundermannsteinen liegen drei große Megalithgrabanlagen längs seines Verlaufes.

## Natur
Der Bachlauf ist weitestgehend ausgebaut und begradigt und besitzt keine bachbegleitende gewässerspezifische Vegetation. Der Bachoberlauf ist von landwirtschaftlicher Nutzung geprägt. Im mittleren Bachverlauf entwässert die Kläranlage der Gemeinde Belm in das Gewässer, während ein paar hundert Meter später die Papierfabrik Felix Schoeller Kühlwasser entnimmt und geklärtes Abwasser aus der Produktion einleitet. Des Weiteren fließt der Bach in seinem unteren Abschnitt durch einen ca. 200 Meter langen Tunnel. Trotz dieser ökologisch nicht einfachen Situation findet man im Belmer Bach viele Fischarten wie die Bachforelle und den bedrohten Steinbeißer. Auch der Eisvogel hat ganzjährig hier sein Revier.

## Belm

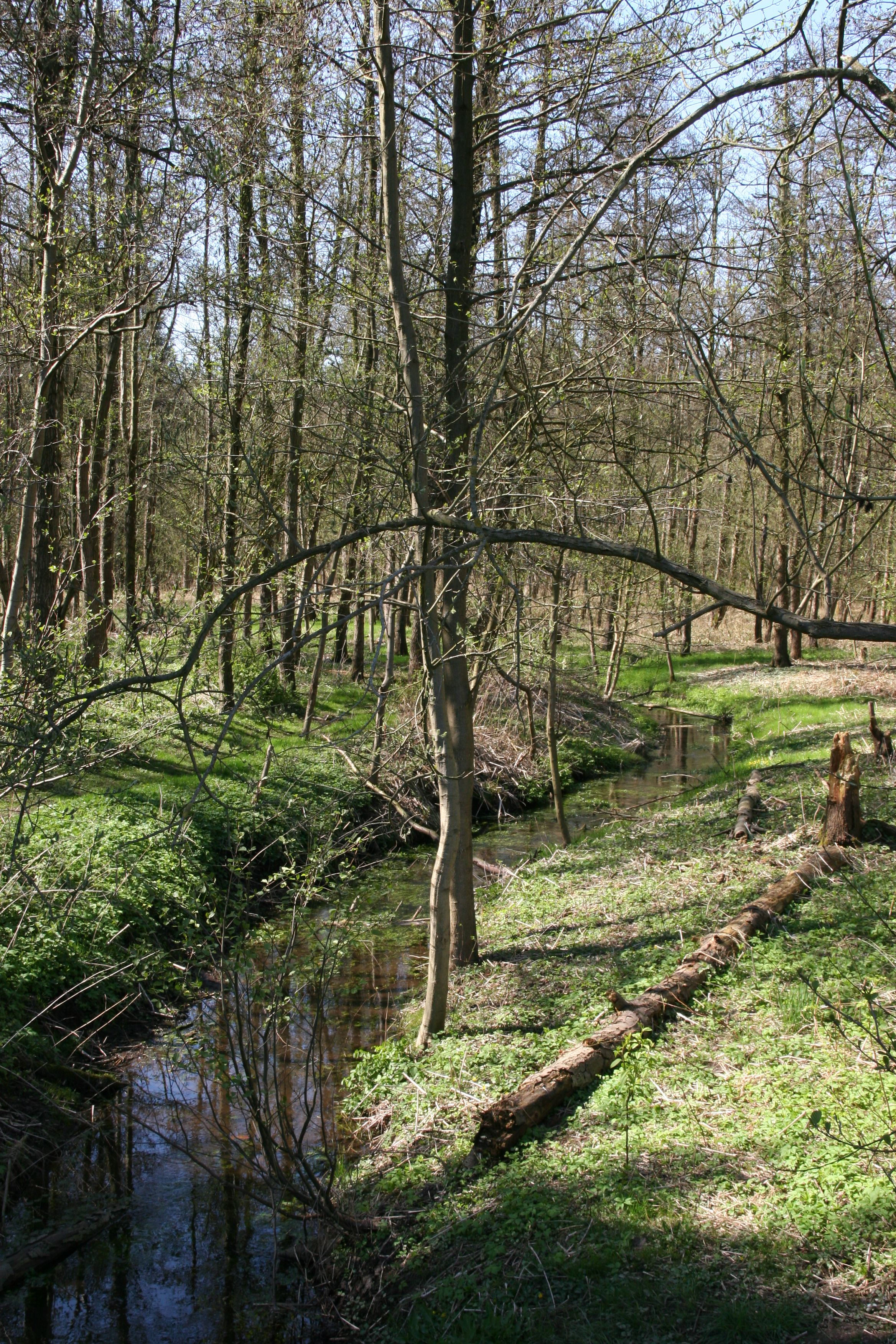
Belmer Bach-Zufluss: Halterner Bach
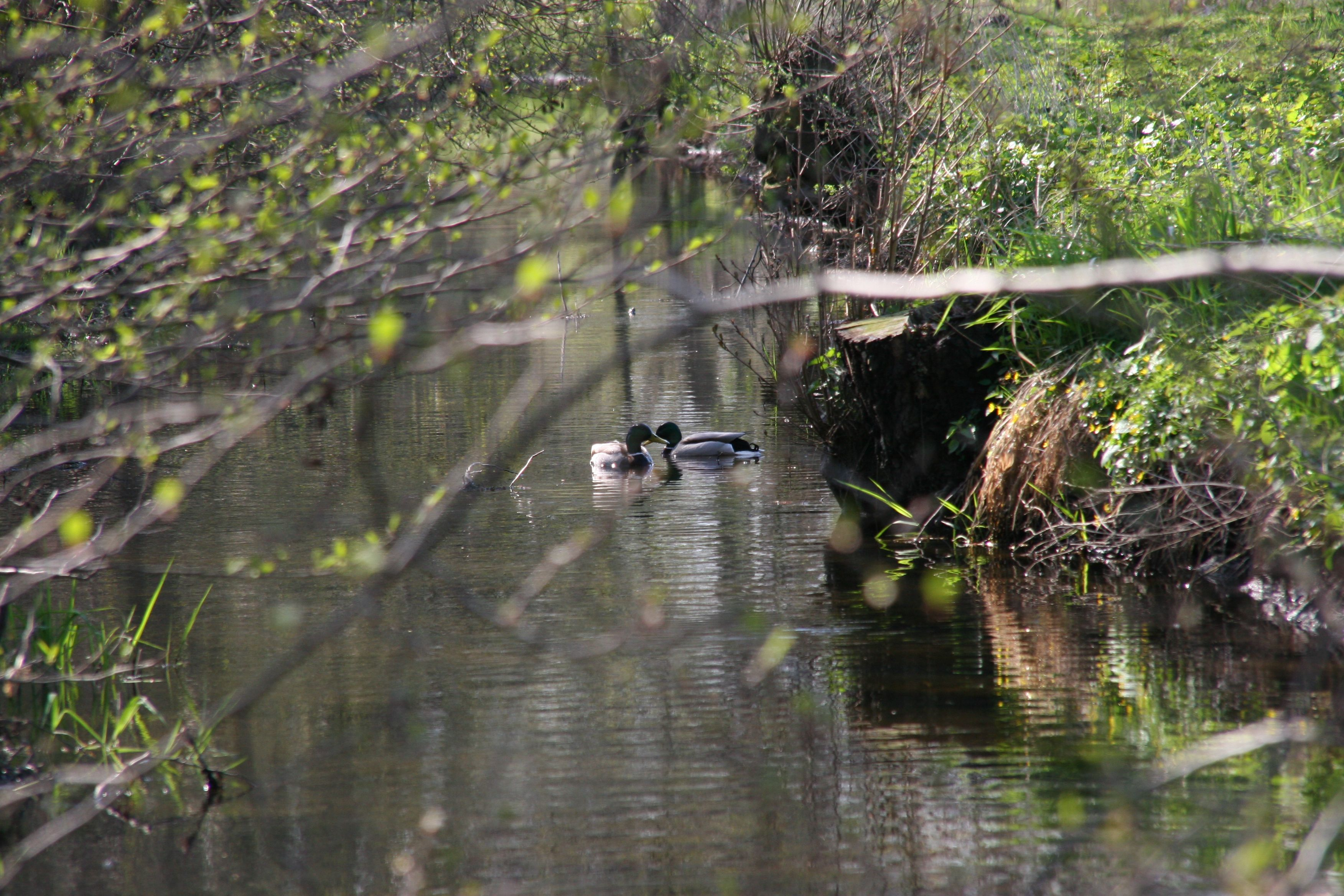
Belmer Bach bei Belm
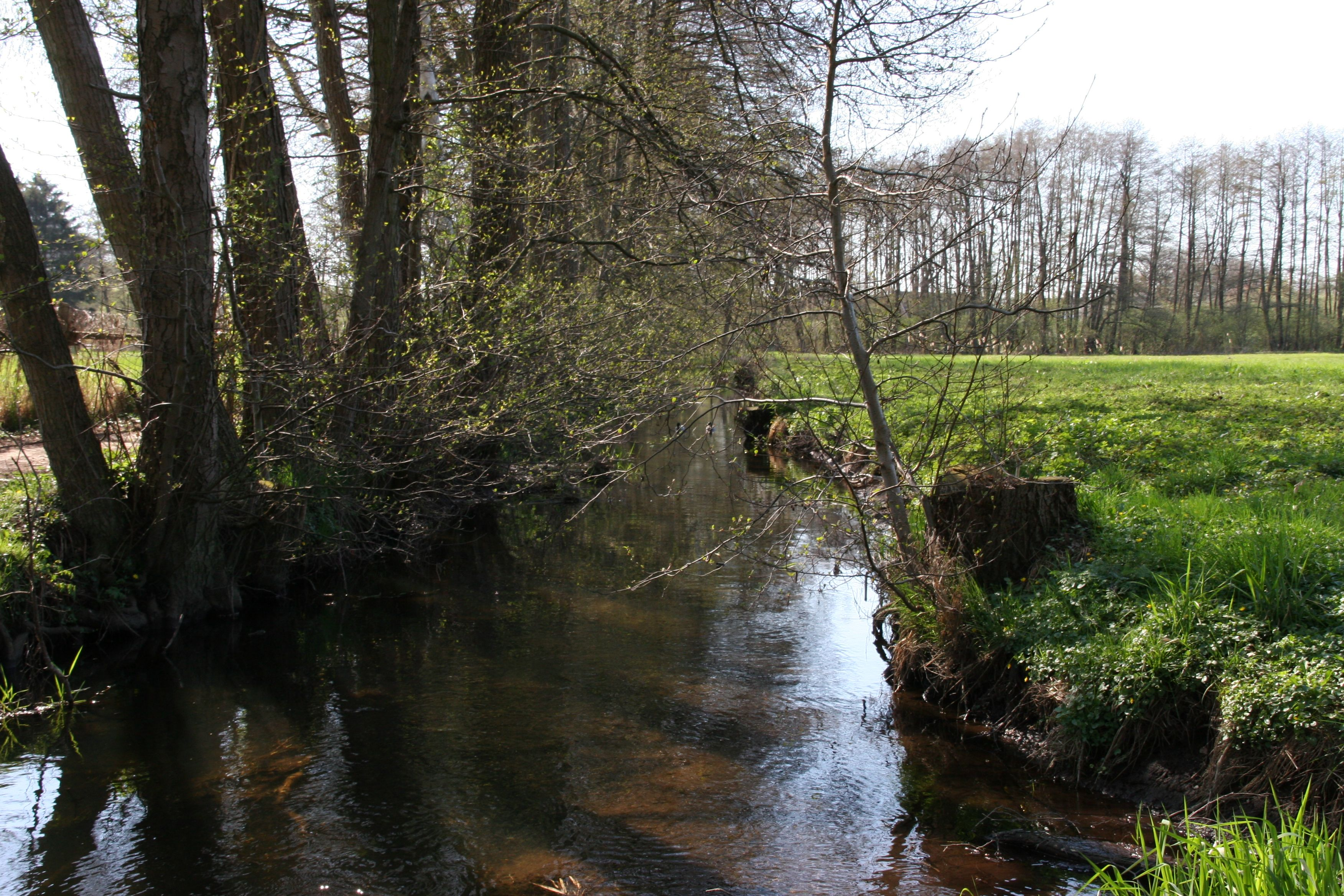
Belmer Bach bei Belm
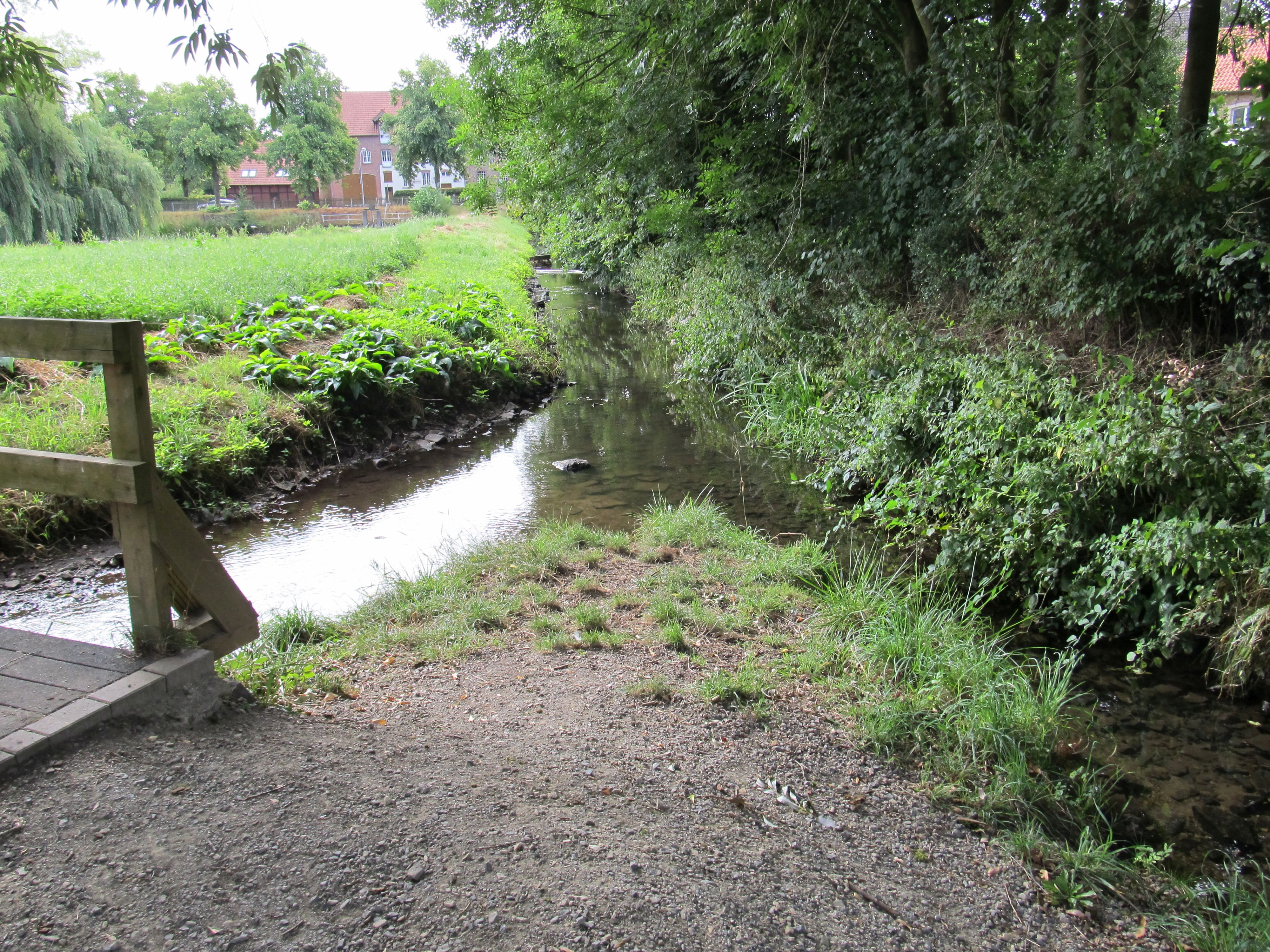
Mündung des Icker Bachs (von rechts kommend) in den Belmer Bach
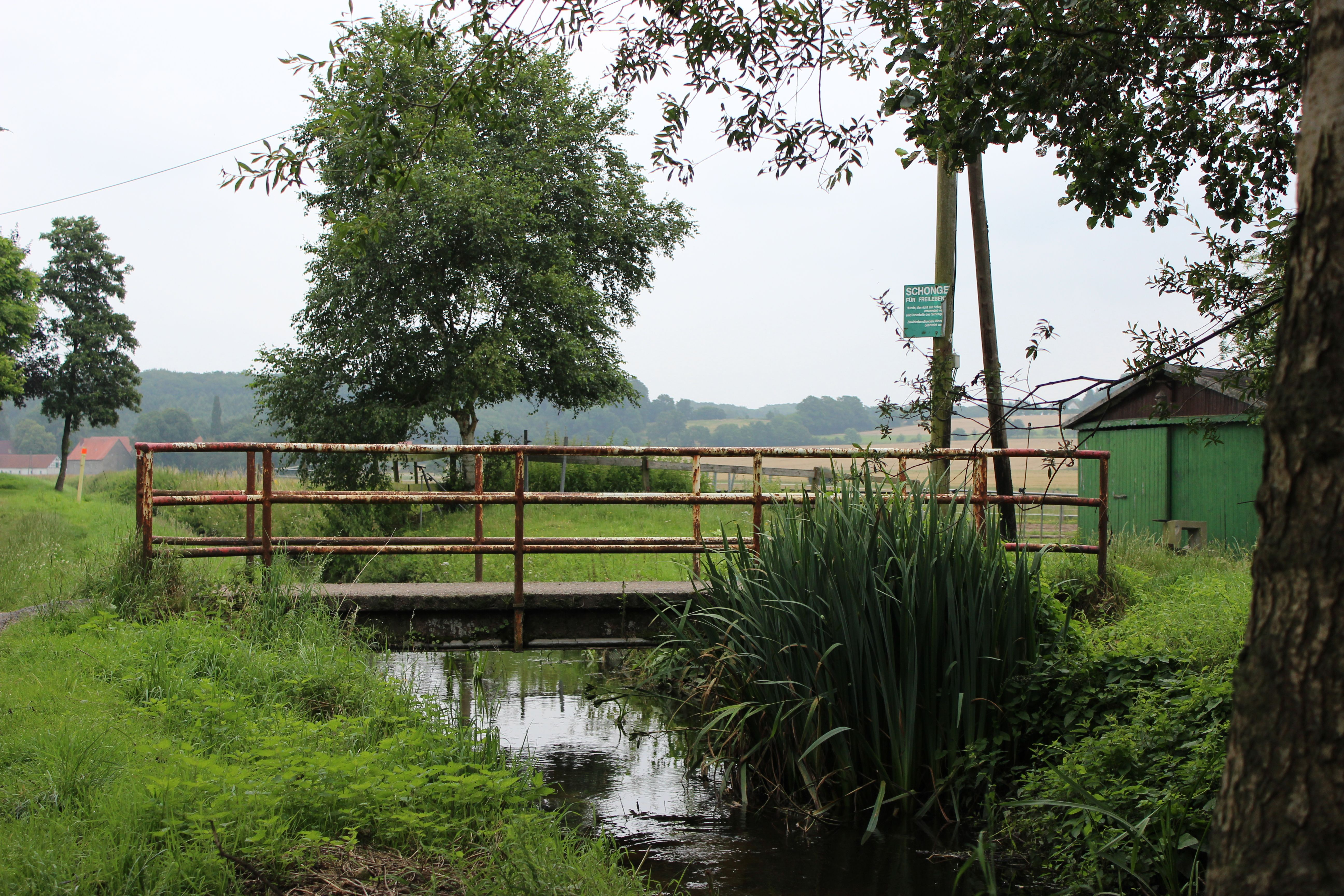
Belmer Bach zwischen Belm und Gretesch

## Gretesch

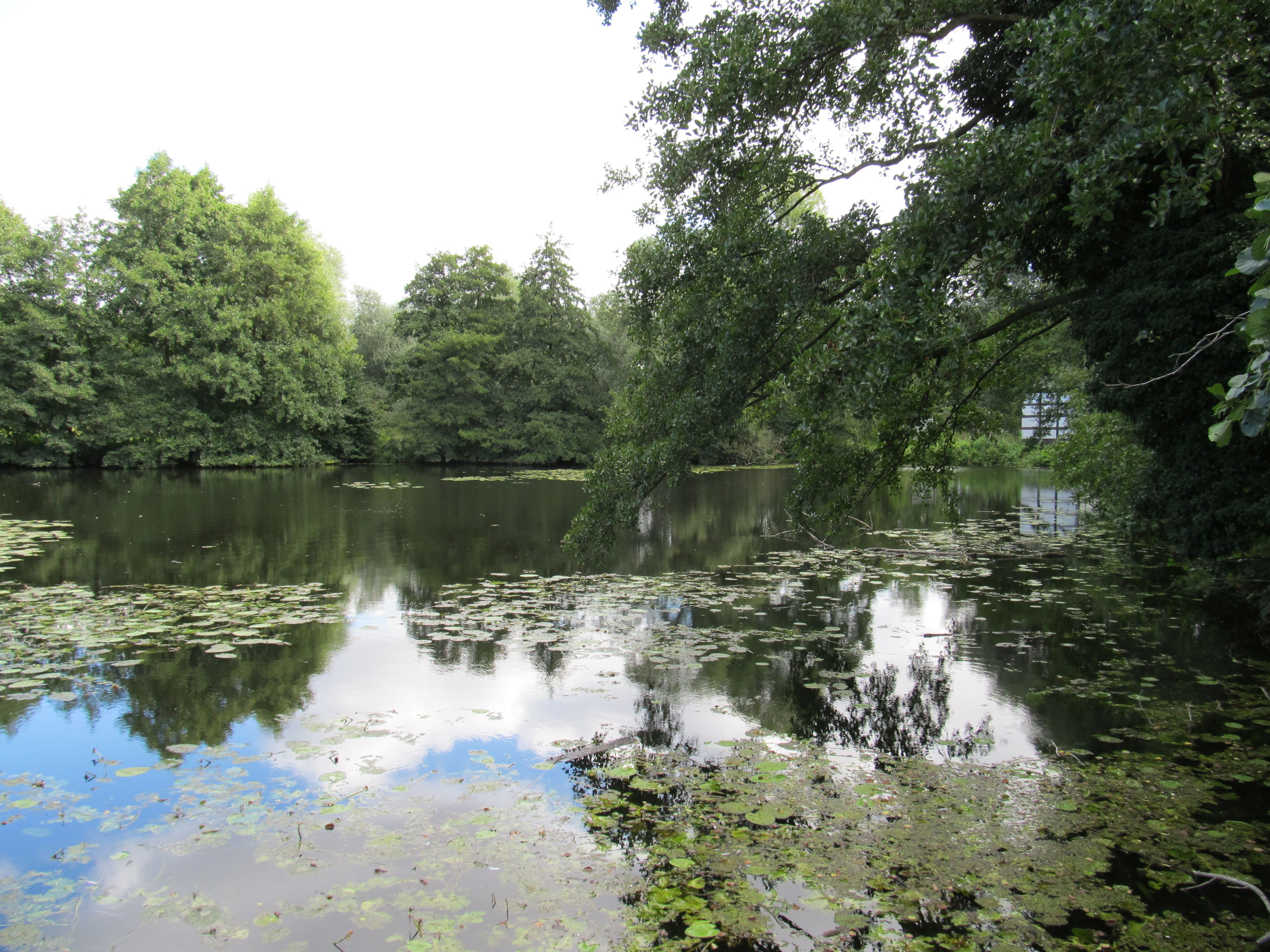
Teichanlage zur Kühlwasserentnahme der Papierfabrik Felix Schoeller
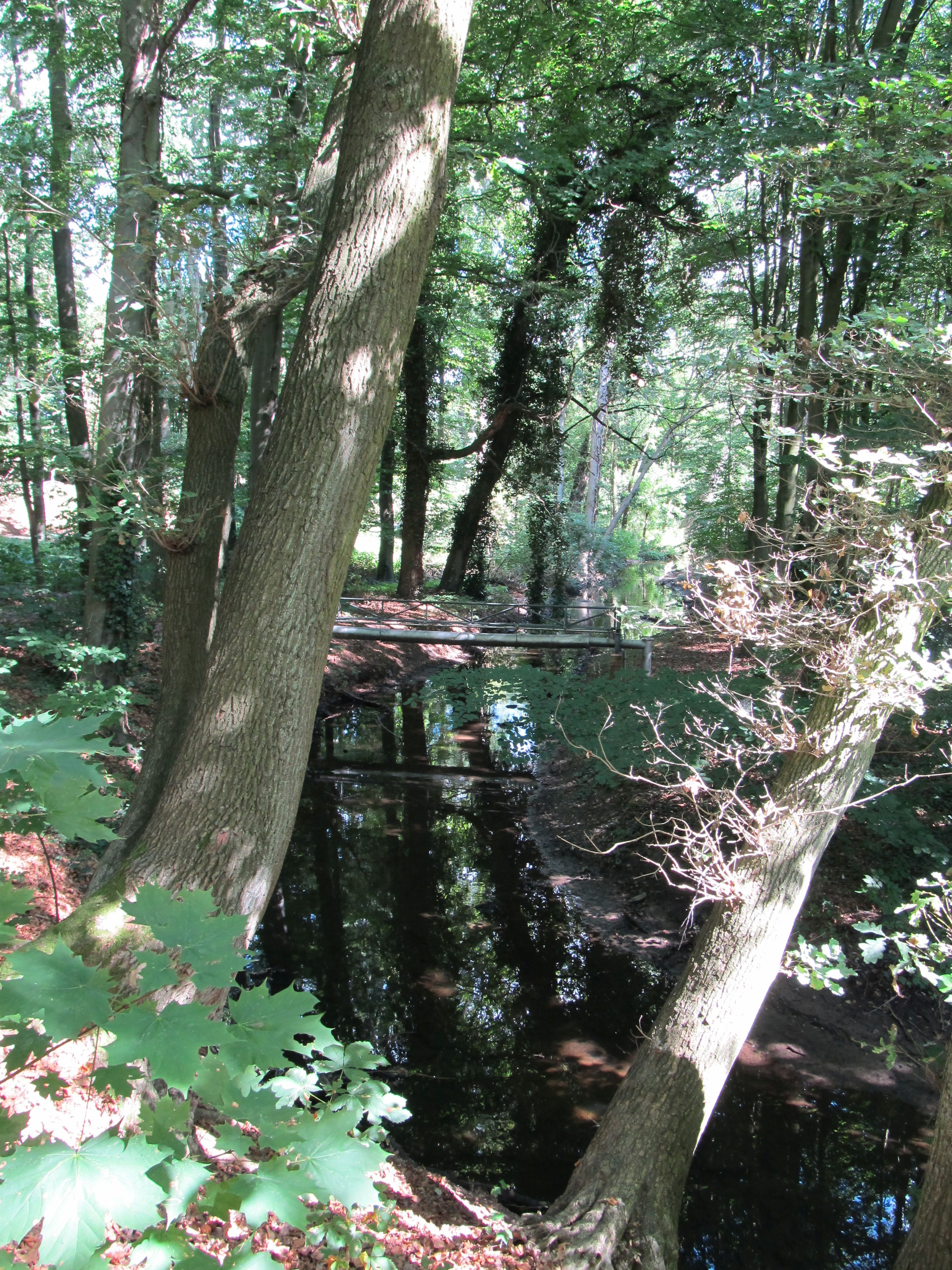
Belmer Bach bei den Gretescher Steinen
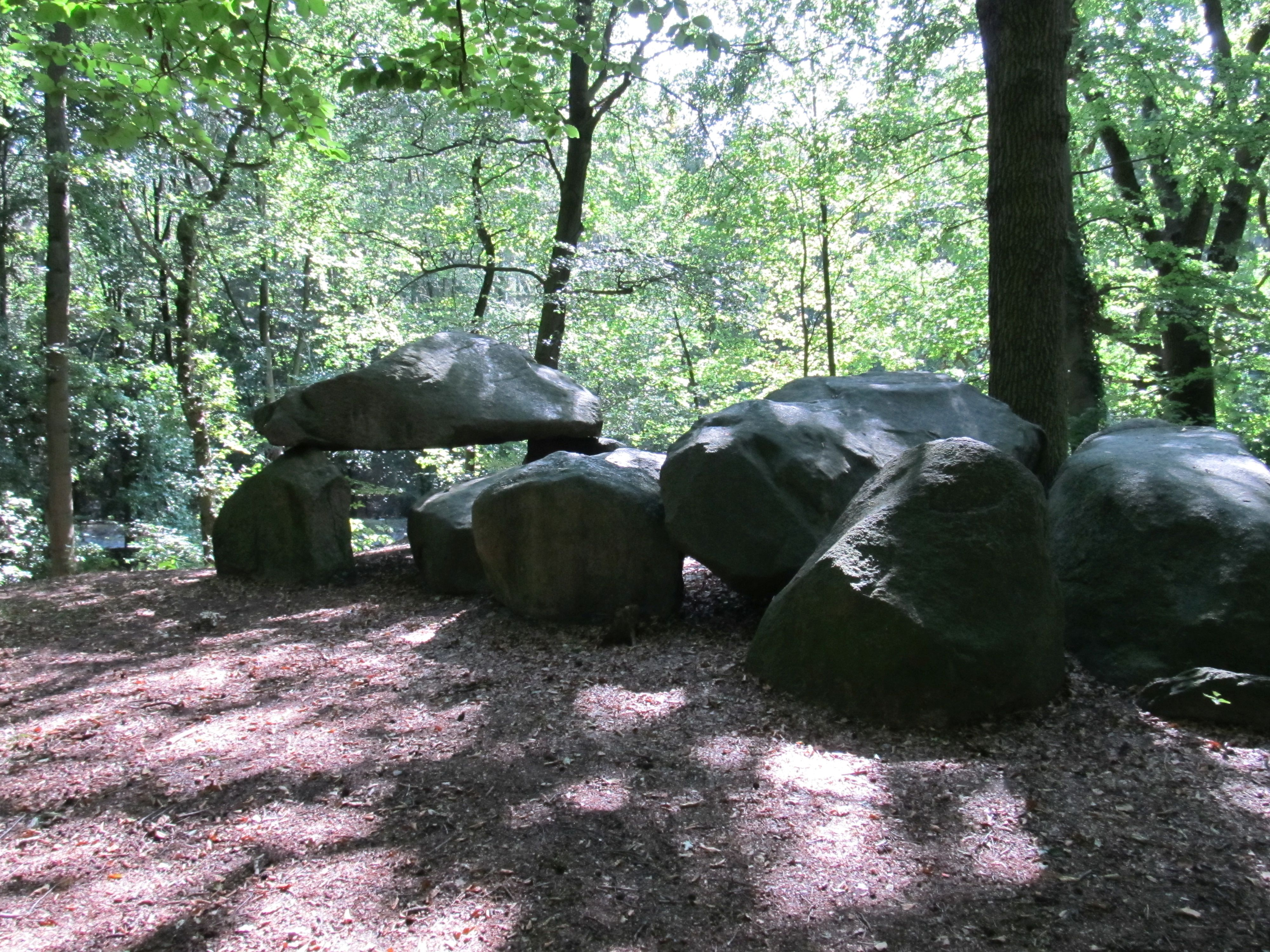
Belmer Bach: die Gretescher Steine
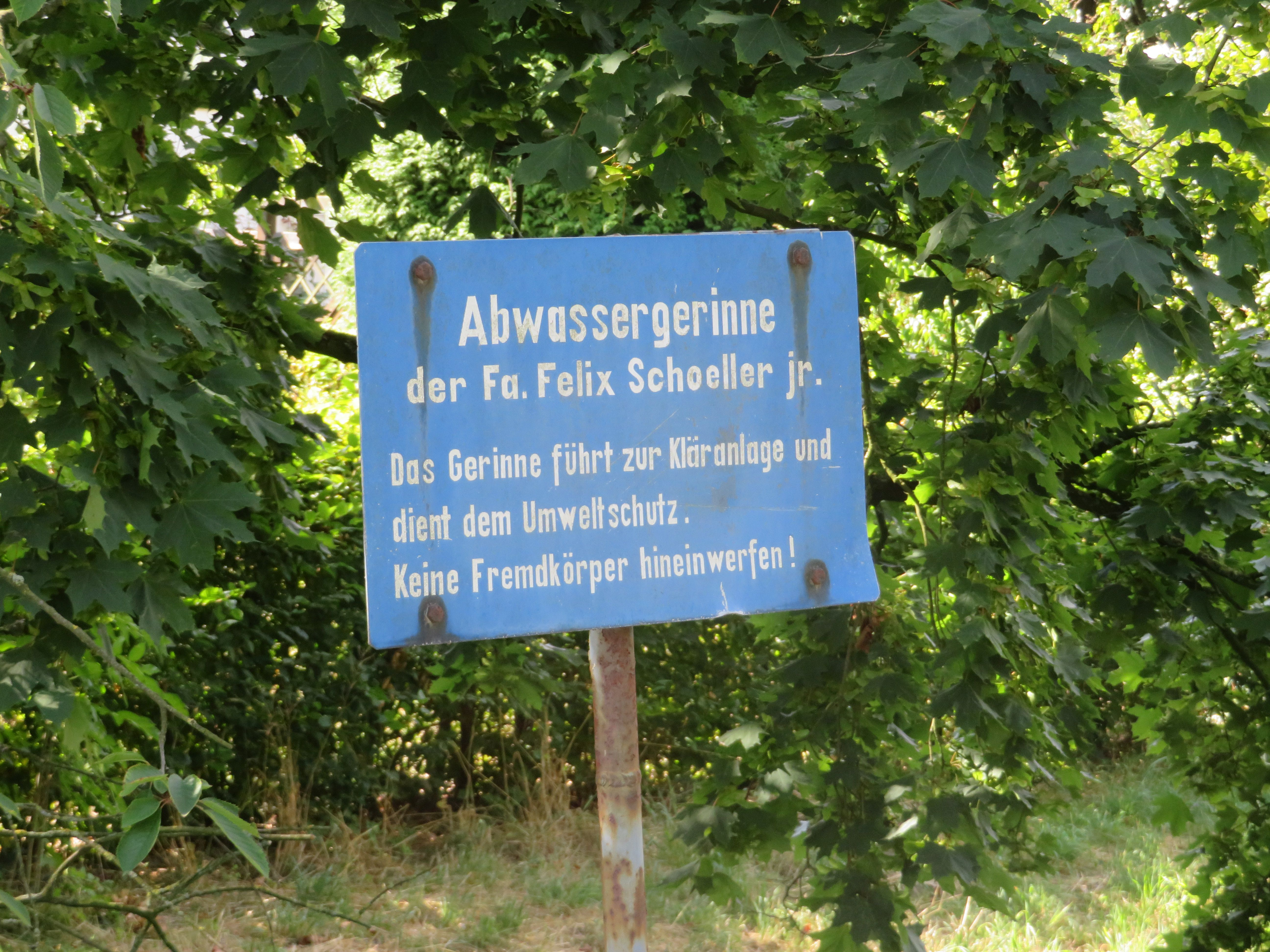
Abwassergerinne der Papierfabrik Felix Schoeller
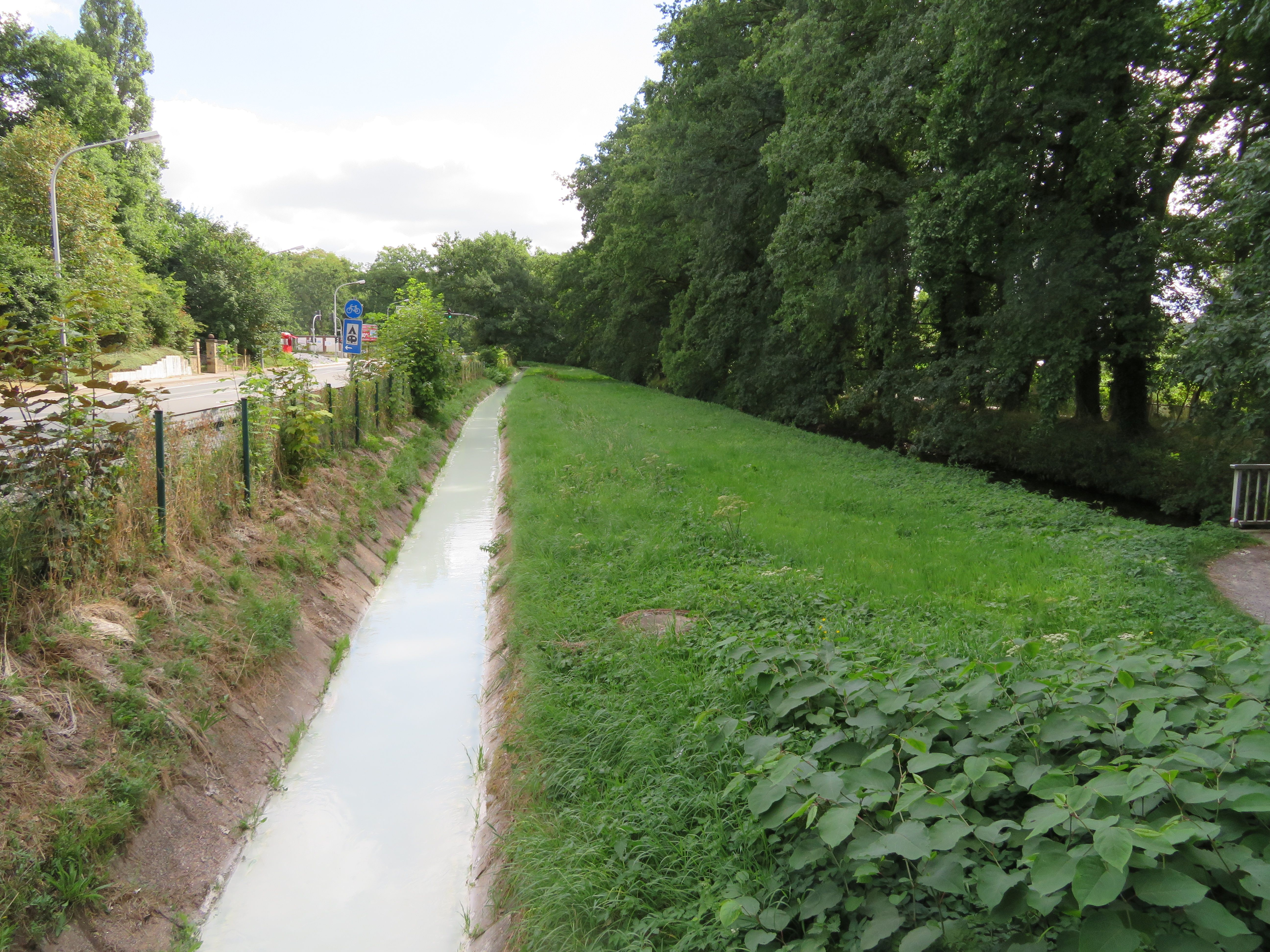
Belmer Bach (rechts) und Abwassergerinne (links) der Papierfabrik Felix Schoeller

## Fledder

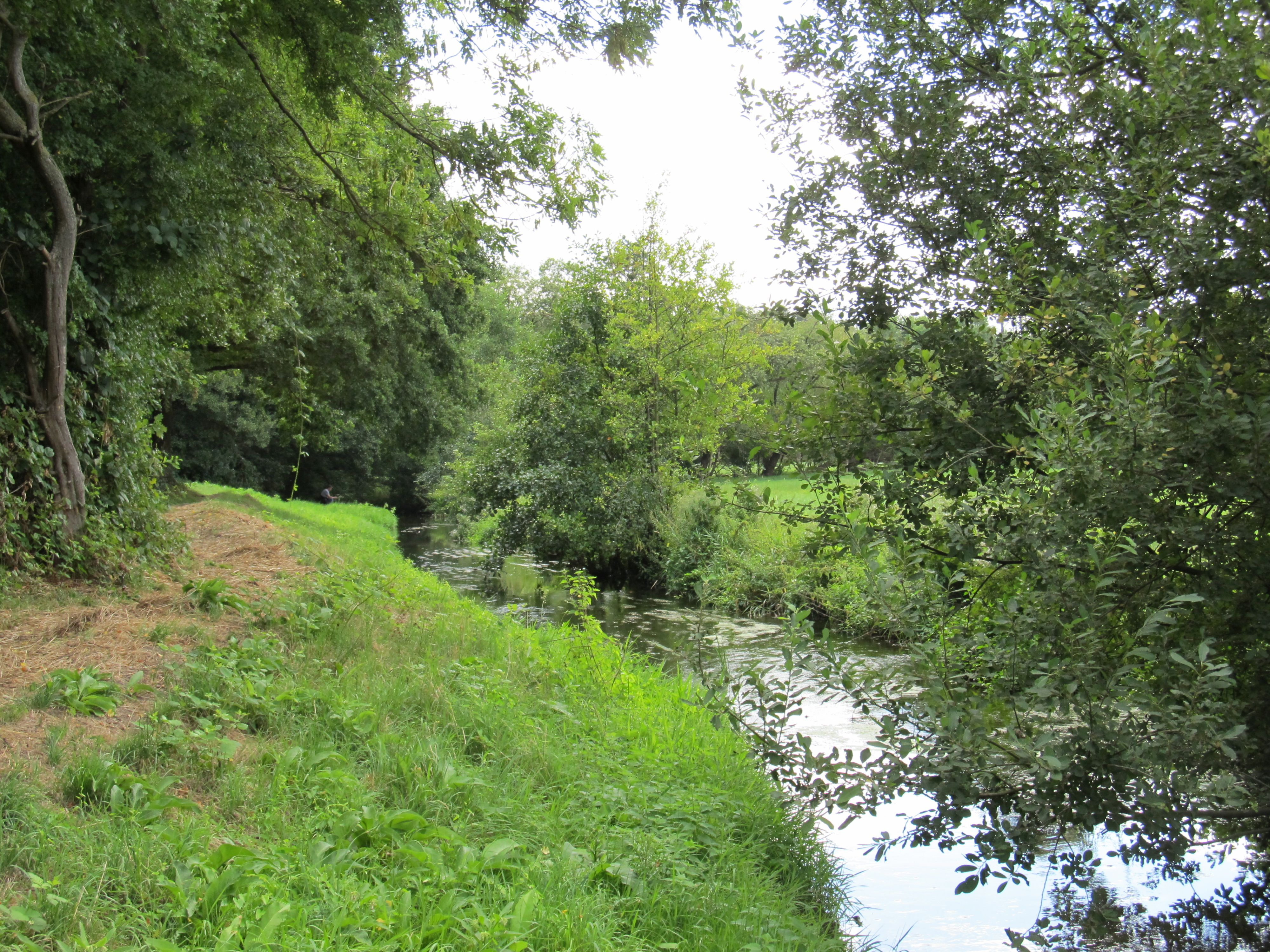
Belmer Bach im Fledder kurz vor dem Mündungsbereich
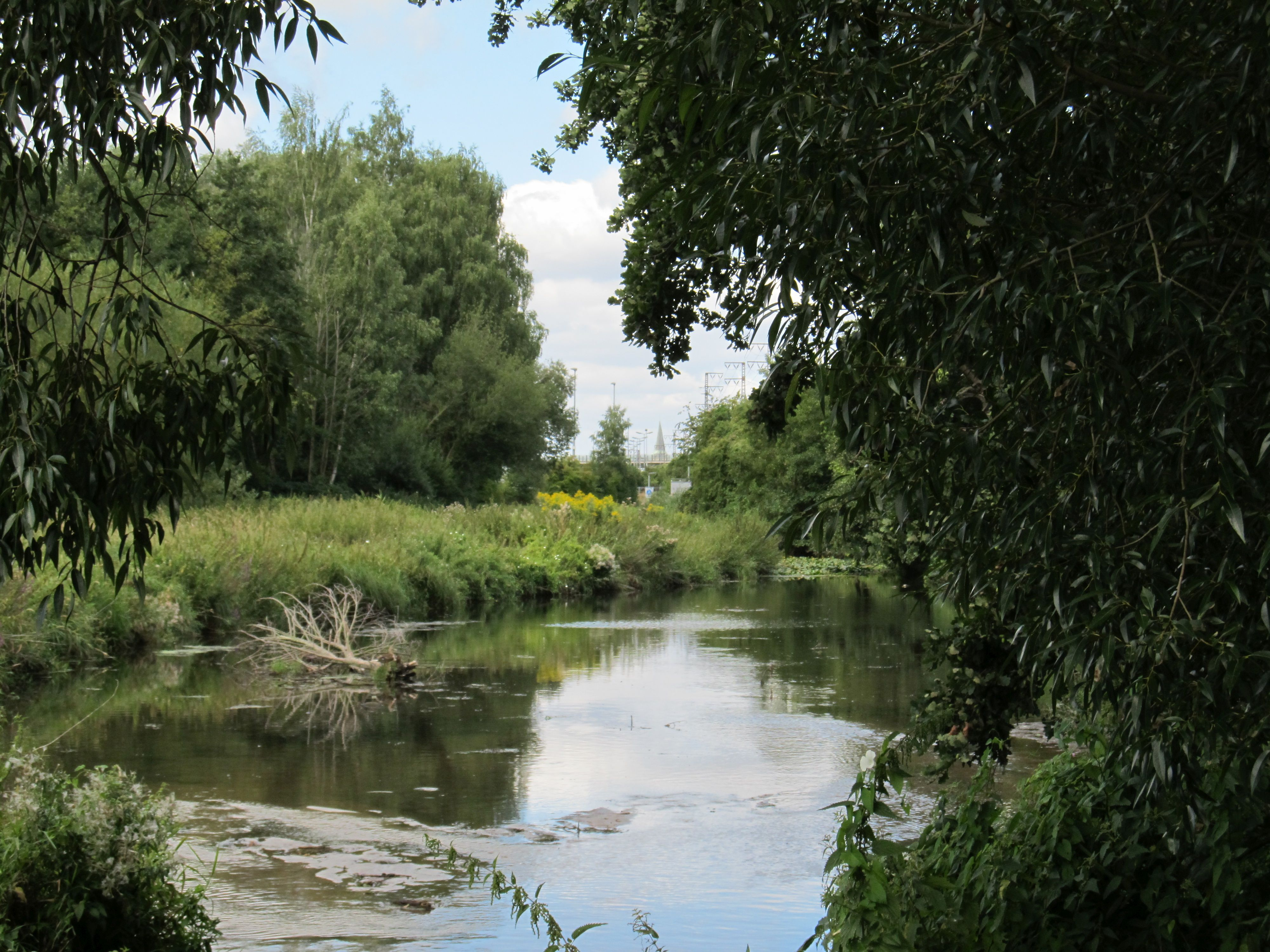
Belmer Bach Mündungsbereich
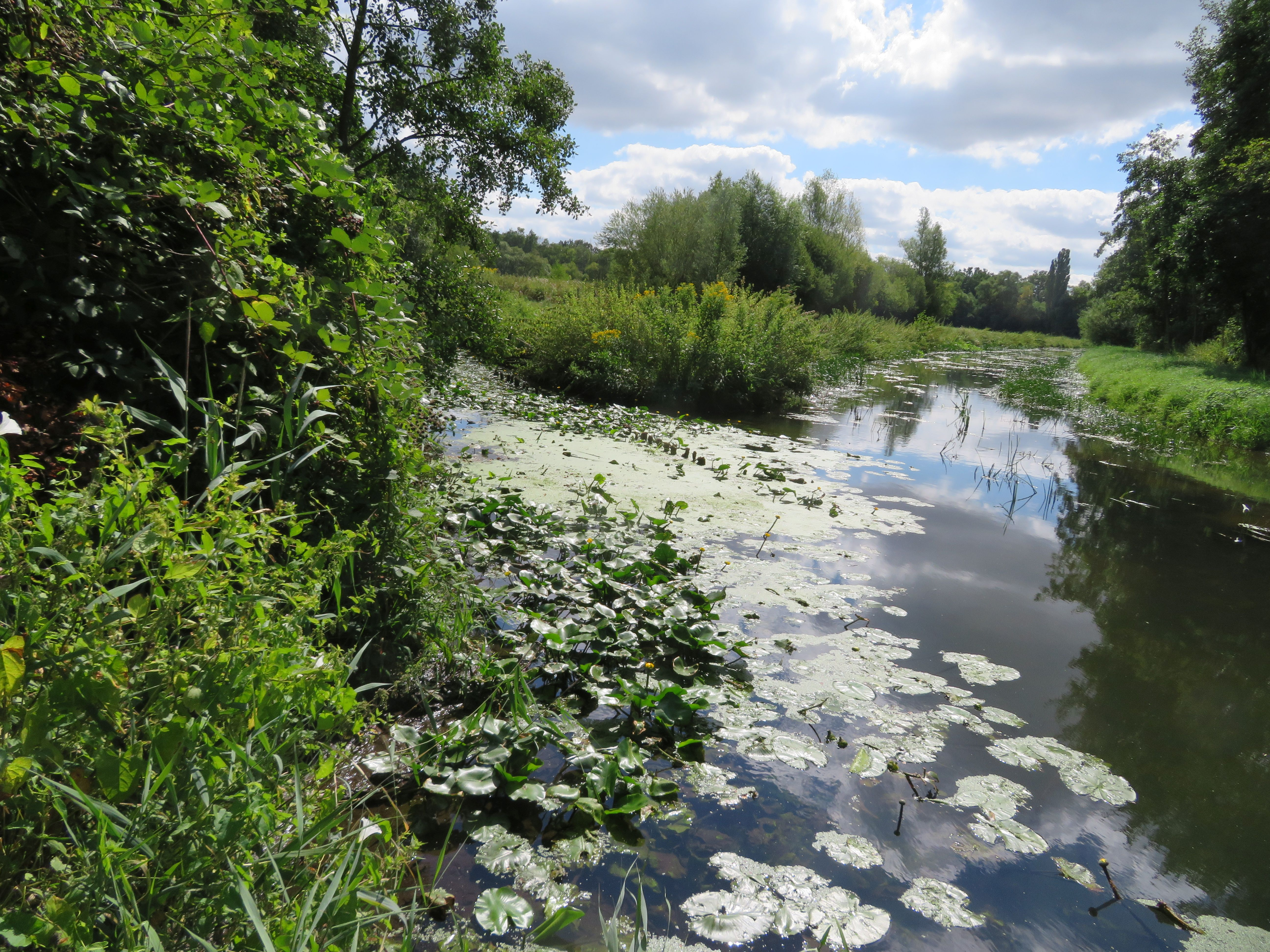
Belmer Bach Mündung in die Hase